# Météorite d'Innisfree
«  Innisfree (météorite) » redirige ici. Pour les autres significations, voir Innisfree (homonymie).
 (avril 2025).
La météorite d'Innisfree, ou simplement Innisfree, est une météorite tombée le 5 février 1977 près d'Innisfree, dans l'Alberta (Canada). Son météoroïde est le premier bolide observé par le réseau de caméras Meteorite Observation and Recovery Project dont on ait pu reconstituer l'orbite héliocentrique.
Innisfree est une chondrite du groupe L, de type pétrologique 4 à 5 (elle a subi un métamorphisme thermique important).

## Historique
Le 5 février 1977 deux stations du Meteorite Observation and Recovery Project situées en Alberta ont observé et caractérisé la chute d'un météoroïde entre 60 et 20 km d'altitude. Cinq fragments sont visibles à partir de 25 km,. L'évènement a été détecté en premier par l'équipage d'un avion alors volant au-dessus de la Saskatchewan.
Le 17 février un fragment de 2 070 g a été récupéré par des membres de l'équipe du réseau d'observation sur un terrain enneigé. À partir du mois d'avril, après la fonte de la neige, 8 fragments ont déclarés par l'équipe et des amateurs, portant le total à environ 4,58 kg,, :
Les analyses conduites sur ces objets ont conclu à des chondrites du groupe L de type pétrologique 5, quoique quelque peu éloignée des standards.

## Trajectoire et origine
La triangulation faite sur les quatre mesures ont permis de connaître la trajectoire d'entrée : à 86 km (début de la détection) la vitesse est de 14,2 km/s. Il s'agit donc d'un objet relativement lent. La courbe de luminosité relativement régulière indique un fractionnement limité dans la tranche 30-40 km (2 fragments visibles). Toute trace disparaît à partir de 19 km.
Cette trajectoire montre que le corps parent a suivi une orbite analogue à celle de la majorité des météorites de la ceinture d'astéroïdes (périhélie 0,986 au, aphélie 2,758 5 au, inclinaison orbitale 12,27 degrés).